# Калафатов, Амет Османович
Амет Османович Калафатов (8 января 1860, Карасубазар, Таврическая губерния — 1942, Симферополь) — крымскотатарский художник-орнаменталист, мастер-оружейник, чеканщик. Член Союза советских художников Крымской АССР (1940). Заслуженный народный орнаменталист Крымской АССР (1940).

## Биография
Родился 8 января 1860 года (по другим данным — 1850 или 1880 год) в Карасубазаре в многодетной семье. Предки по отцовской линии родом из Карасубазара, а по материнской линии — из деревни Корбек. Отец Амета занимался кузнечным делом. Грамоте Амет научился у соседа-гимназиста. Некоторое время семья проживала в Румынии.
Рисовать начал в детстве, со временем став заниматься орнаментом. Его орнаменты пользовались популярностью у крымскотатарских женщин, которые использовали их на головных платках, полотенцах и подушках. Согласно данным Полины Чепуриной, изложенным в журнале «Творчество» в 1939 году, Калафатова согласился обучать художник Иван Айвазовский, однако его мать не дала на это согласие. Айвазовский после этого подарил Амету этюд с изображением ручья и Чатыр-Дага.
Когда ему было 12 лет, скончался его отец, и Амет начал работать чеканщиком, а позже — подмастерьем в мастерской сундучника. Параллельно с основной работой Амет продолжал заниматься орнаментами. Со временем Амет Калафатов перешёл на работу в оружейную мастерскую.
В 1922 году во время голода Калафатов переезжает в Симферополь. На улице Кантарной (современная улица Чехова) он открыл оружейную мастерскую. Проживал в доме № 76 на ул. Кадиаскерской (сейчас это дом № 104 по улице Краснознаменной). Одновременно с работой в мастерской он занимался чеканкой.
В 1925 году работы Калафатова были представлены на Международной выставке декоративного искусства и художественной промышленности в Париже, а в 1927 году — на Выставке искусств национальностей СССР в Москве.
В начале 1930-х годов мастерская Калафатова была национализирована. С 1934 года он в основном занимался орнаментом. В течение 1937—1938 годов исполнил порядка 300 полихромных и монохромных композиций узора. В конце 1930-х годов получил приглашение заняться орнаментальными росписями Ханского дворца в Бахчисарае, в период его реставрации. В 1939 году работал для Ялтинской выставки народных ремёсел.
С 1940 года — член Союза советских художников Крымской АССР.
Скончался в 1942 году в Симферополе (по другим данным — в Карасубазаре).

## Творчество
Для Калафатова характерна чрезвычайная широта стилистических поисков, указывающая на то, что он хорошо знаком с различными национальными орнаментами народов Востока. На этом знакомстве базируется его новаторство. Но мастер, как это показывает его графика, превосходно знает и историю своего искусства, обладающую такими замечательными произведениями, как росписи Ешил-Джами и памятники Азиза близ Бахчисарая, как резьба Эски-Крыма и Чуфут-Кале
Калафатов — представитель крымскотатарского декоративно-прикладного искусства первой половины XX века. Создал более 300 орнаментов для настенных росписей, тканей, вышивок, чеканных работ, ружей. Орнаменты создавал на основе крымскотатарского народного искусства.
Его работы выставлялись в 1937 и 1938 года в Крыму и 1939 года — в Москве. В 1938 году ряд его работ купил отдел восточных культур Третьяковской галереи, пять орнаментальных композиций на деревянных досках купил Государственный музей этнографии, ещё 10 его работ пополнило Симферопольский художественный музей (работы не сохранились). Для Московского дома народного творчества ряд орнаментов купила Полина Чепуриная.
Ружье с чеканным оформлением 1939 года хранится в московском Музее Востока, ружье с нарезным стволом в Тульском музее оружия, сундук с чеканкой в Российском этнографическом музее.
По заданию газеты «Янъы дюнья» выполнил орнаментное оформление ряда номеров (№ 126 за 1936 год, № 235 за 1937 год, № 49 за 1938 год и специального номера, приуроченного к принятию Конституцией Крымской АССР 1937 года). В 1940 году по заданию газеты «Къызыл Къырым» (ранее — «Янъы дюнья») выполнил два орнамента для оформления комплекта газеты, которые были отправлены на Всесоюзную сельскохозяйственную выставку в Москве.
Значительная часть его работ была утеряна во время депортации крымских татар в 1944 году.
В 2010 году выставка работ Калафатова состоялась во Всеукраинском информационно-культурном центре.

## Награды и звания
- Заслуженный народный орнаменталист Крымской АССР (1940)[1]

## Семья
Супруга — Уркие Калафатова. Дочери — Анифе, Гулизар, Абибе, Зоре, Хатидже, Мосне, сыновья — Мустафа, Рефат.